# Sơn ca Java
Sơn ca Java (danh pháp hai phần: Mirafra javanica) là một loài chim thuộc Họ Sơn ca. Loài này sinh sống ở khắp Úc và phần lớn Đông Nam Á.